# 忽都台
忽都台（?—1256年），弘吉剌氏，元宪宗蒙哥的皇后，曾祖德薛禅，姑祖母是元太祖成吉思汗的皇后孛儿帖，父忙哥陈。
出生年份没有记载。元宪宗六年（1256年）卒，妹妹也速兒继之为后。
至元三年（1266年）十月，太庙建成，制尊谥庙号，元世祖忽必烈为忽都台上谥号为贞节皇后。

## 延伸阅读
[在维基数据编辑]
 《元史·卷114》，出自宋濂《元史》
 《新元史/卷104》，出自柯劭忞《新元史》